# Sticherus lepidotus
Sticherus lepidotus är en ormbunkeart som först beskrevs av R. A. Rodr., och fick sitt nu gällande namn av R. A. Rodr. och Ponce. Sticherus lepidotus ingår i släktet Sticherus och familjen Gleicheniaceae. Inga underarter finns listade.